# Peter Sodann
Peter Sodann (ur. 1 czerwca 1936 w Miśni, zm. 5 kwietnia 2024 w Halle) – niemiecki aktor teatralny, filmowy i telewizyjny. 
Podczas ponad pięćdziesięcioletniej kariery aktorskiej wystąpił w ponad 60 produkcjach filmowych i telewizyjnych, największą popularność przyniosła mu rola inspektora Bruno Ehrlichera w serialu Tatort (1992–2007). 
W 2009 roku ubiegał się o urząd prezydenta Republiki Federalnej Niemiec z ramienia lewicowej partii Die Linke.

## Życiorys
Dorastał w Weinböhli niedaleko Miśni. Jego ojciec Willy, został powołany do Wehrmachtu w 1944 roku i zginął na froncie wschodnim w tym samym roku. 
Sodann w młodości był członkiem organizacji partyjnej Wolnej Młodzieży Niemieckiej (FDJ). Studiował prawo na Uniwersytecie w Lipsku, a w 1959 roku przeniósł się do lipskiej Akademii Teatralnej, gdzie założył kabaret studencki Rat der Spötter. Jeden ze skeczy kabaretu  został zaklasyfikowany jako antypaństowy i kontrrewolucyjny, po czym Sodann został aresztowany, wydalony z uczelni i skazany na dziesięć lat więzienia za agitację antypaństwową. Wyrok po dziesięciu miesiącach zamieniono na cztery lata w zawieszeniu. Następnie kształcił się jako mechanik obróbki skrawaniem w VEB Starkstromanlagenbau w Lipsku. Od 1963 mógł kontynuować studia aktorskie.
Zadebiutował na scenie w 1964 roku w Berliner Ensemble pod dyrekcją Helene Weigel. W 1966 przeniósł się do teatru miejskiego w Erfurcie, w latach 1971–1975 związany z teatrem w Karl-Marx-Stadt, gdzie zadebiutował jako reżyser teatralny. Od 1975 zatrudniony jako reżyser w Städtische Bühnen Magdeburg.
W 1980 roku przeniósł się do Halle (Saale), gdzie został dyrektorem miejscowego Teatru Państwowego. Stworzył w Halle tzw. Kulturinsel (pol. Wyspa Kultury), na którą składają się scena kabaretowa, biblioteka i kawiarnia literacka. Założył również Neue Theater Halle, którego dyrektorem był w latach 1981–2005.
Od lat 70. występował również w filmach telewizyjnych i w produkcjach kinowych DEFA. Za rolę nauczyciela Boltenhagena w filmie Kommen Pflicht otrzymał nagrodę dla najlepszego aktora drugoplanowego na 3. Krajowym Festiwalu Filmów Fabularnych NRD w 1984 roku. W 1986 laureat Nagrody Państwowej NRD.

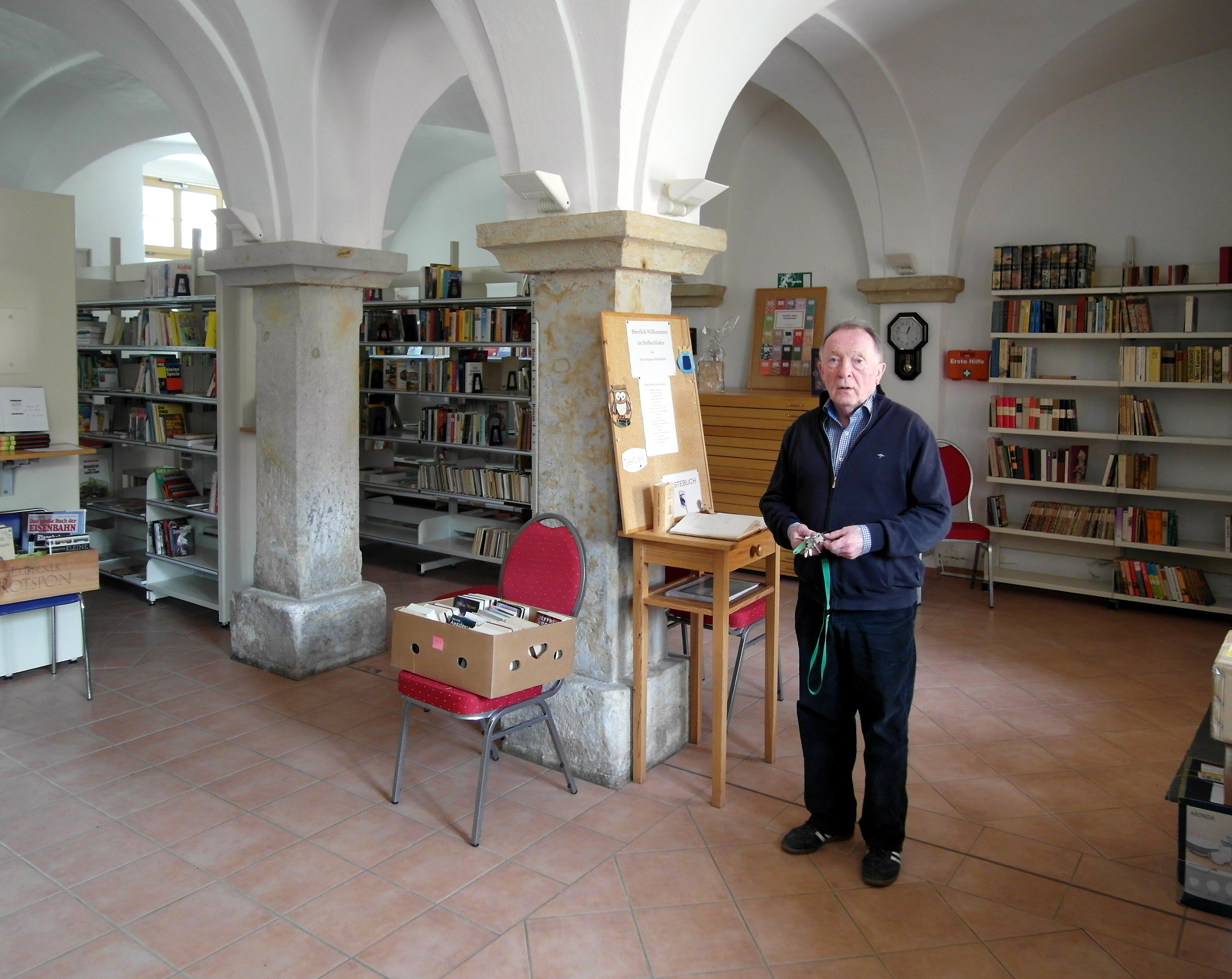
Peter Sodann w siedzibie swojej biblioteki w Stauchitz (2017)

Po upadku muru berlińskiego stał się znany przede wszystkim z występów w produkcjach telewizyjnych. Od 1992 do 2005 występował jako inspektor Bruno Ehrlicher  w serialu kryminalnym ARD Tatort. W latach 2008–2013 wcielał się w rolę dyrektor Bräuninga, w serialu telewizyjnym Schloss Einstein. Ostatni raz pojawił się na ekranie w filmie biograficznym Andreasa Dresena Gundermann z 2018 roku.
Od 1990 roku Peter Sodann kolekcjonował książki wydane w latach 1945-1990 przez wydawców z NRD i innych państw bloku wschodniego. Kolekcja rozrosła sie do liczby dwóch milionów woluminów, które zdeponowano w budynkach dawnego dworu w Stauchitz, gdzie w 2012 oficjalnie otwarto Peter-Sodann-Bibliothek.
Za swoje zasługi społeczne, otrzymał w 2006 roku honorowe obywatelstwo miasta Halle. Odznaczony Orderem Zasługi Republiki Federalnej Niemiec I klasy. Saksońska policja mianowała go również honorowym komisarzem.
Dwukrotnie żonaty. Miał czworo dzieci.
Zmarł w wieku 87 lat. Uroczystości żałobne odbyły się w Neue Theater Halle. Sodann został pochowany na cmentarzu Stadtgottesäcker w Halle.

## Wybrana filmografia

### Filmy fabularne
- 1973: Stülpner, zbójnik z gór jako sekretarz Bleichnagel
- 1996: Podróż do śmierci jako Bruno Erlicher
- 2003: Tage des Sturms jako Alfred Mannschatz

### Seriale TV
- 1992–2007: Tatort jako Bruno Ehrlicher
- 2008-2012: Dzieciaki z Einstein High jako dr Rudolf Bräuning